# Партизански възпоменателен медал 1941 година
Партизанският възпоменателен медал 1941 година (на сръбски: Партизанска споменица 1941.; на хърватски: Partizanska spomenica 1941.; на словенски: Partizanski spominski znak 1941.; на македонска литературна норма: Партизанска споменица 1941.) е висше отличие за партизани в Социалистическа федеративна република Югославия.
Присъжда се на така наречените „първоборци“ – онези партизани, които са се включили в комунистическата съпротива още през 1941 година. Медалът е връчен общо на 27 629 души.
Дава се само на живи партизани, а убитите се отличават с медала „Възпоменателен медал за загинали борци“.